# Alex Puccio
Alex Puccio (McKinney, 15 giugno 1989) è un'arrampicatrice statunitense.

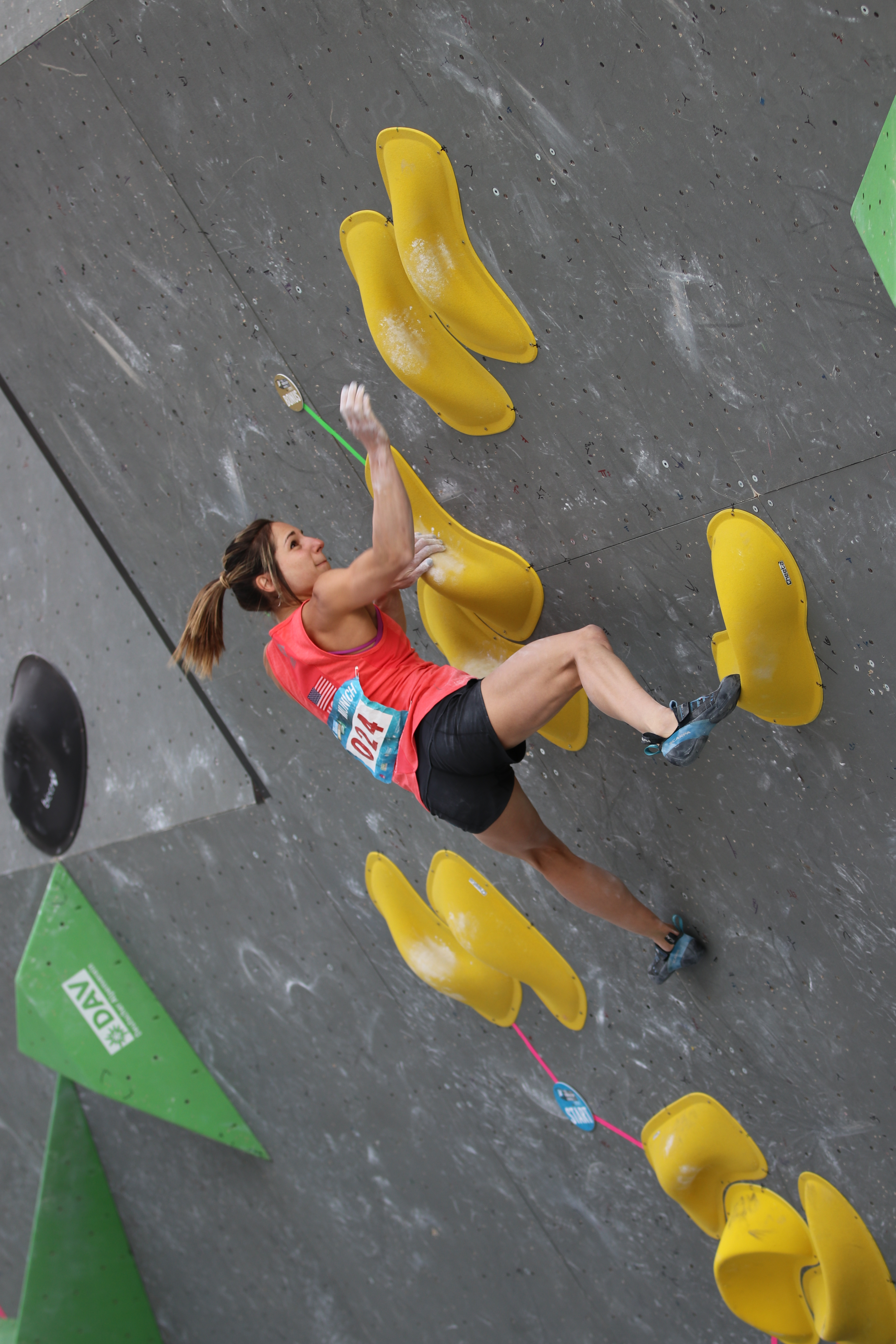
Alex Puccio 2017

Pratica le competizioni di boulder, l'arrampicata in falesia e il bouldering.

## Biografia
Ha cominciato ad arrampicare nel 2002 a tredici anni con la madre. Nel 2006 ha partecipato per la prima volta ai Campionati di bouldering statunitensi vincendo il titolo. Si è poi riconfermata campionessa anche nel 2007, 2008, 2010, 2011, 2012 e 2013. Nel 2008, 2009 e 2010 ha gareggiato nella Coppa del mondo boulder di arrampicata ma solo alla tappa di Vail classificandosi rispettivamente sesta, prima e quarta. Nel 2011 ha preso parte a tutte le tappe salendo cinque volte sul podio, con tre secondi posti e due terzi posti.
È una forte arrampicatrice anche su roccia con la salita di numerosi boulder fino all'8b+ tra Stati Uniti ed Europa.

## Palmarès

### Coppa del mondo
|         | 2008 | 2009 | 2010 | 2011 | 2012 | 2013 | 2014 |
| ------- | ---- | ---- | ---- | ---- | ---- | ---- | ---- |
| Boulder | 30   | 15   | 24   | 3    | 5    | 3    | 6    |

### Campionato del mondo
|         | 2011 | 2012 | 2014 |
| ------- | ---- | ---- | ---- |
| Boulder | 23   | 9    | 2    |

## Statistiche

### Podi in Coppa del mondo boulder
| Stagione | 1º | 2º | 3º | Podi totali |
| -------- | -- | -- | -- | ----------- |
| 2009     | 1  |    |    | 1           |
| 2011     |    | 3  | 2  | 5           |
| 2012     |    |    | 1  | 1           |
| 2013     |    | 1  | 4  | 5           |
| 2014     |    |    | 1  | 1           |
| Totale   | 1  | 4  | 8  | 13          |

## Boulder
Ha salito svariati boulder di 8A+/V12, 8b/V13 e 8b+/V14 tra Stati Uniti ed Europa.